# Der Schlern
Der Schlern è una rivista mensile in lingua tedesca, pubblicata a Bolzano e dedicata alla storia e alle tradizioni dell'Alto Adige.

## Storia

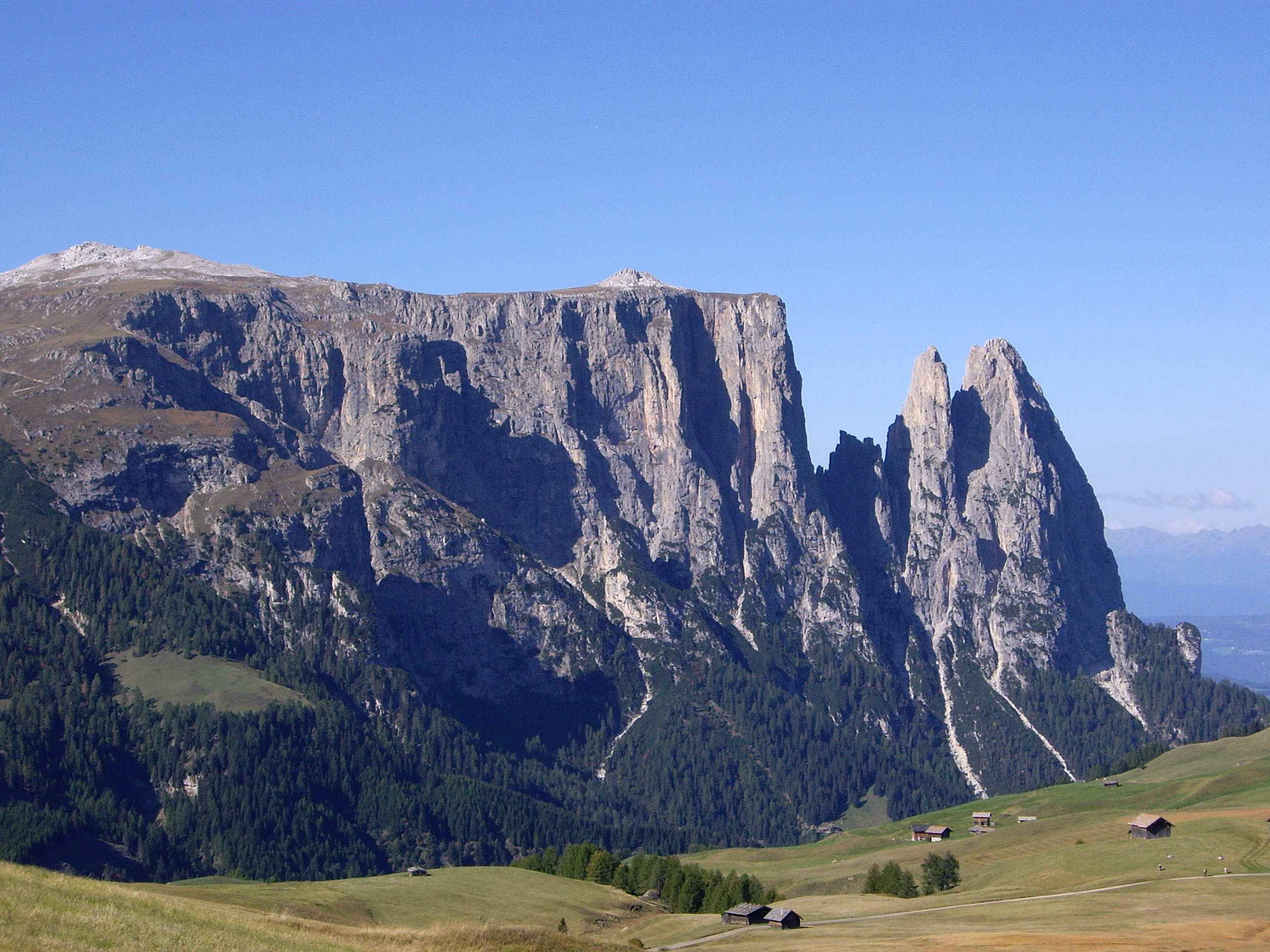
Il massiccio dello Sciliar, Schlern in lingua tedesca (2563 m)

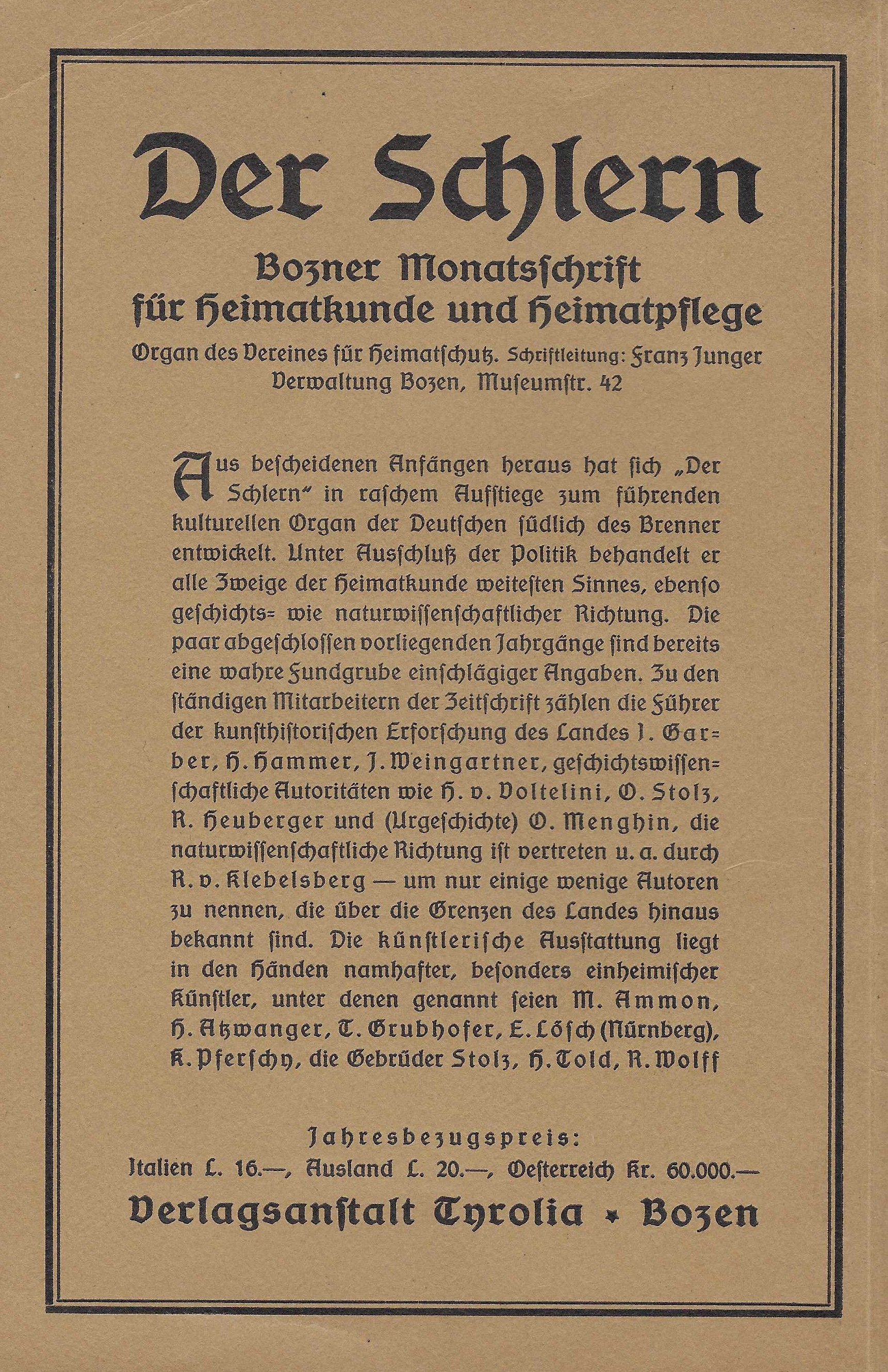
Pubblicità editoriale del 1924 con dettagliate informazioni sulla rivista

Il vocabolo Der Schlern è il corrispettivo tedesco che identifica lo Sciliar, il massiccio dolomitico il cui profilo è uno dei più noti della Provincia autonoma di Bolzano. Il primo numero di Der Schlern (Der Schlern – Illustrierte Monatshefte für Heimat- und Volkskunde) venne pubblicato il 1º gennaio 1920: la periodicità era quindicinale e ne era primo direttore Franz Junger.
Nel 1929 Ettore Tolomei chiese la soppressione della rivista, che continuava a uscire in lingua tedesca (dovendo comunque usare nel testo solo i toponimi italianizzati secondo il Prontuario dei nomi locali dell'Alto Adige divenuto ufficiale nel 1923), ma non ebbe subito successo. La pubblicazione fu poi effettivamente sospesa, per ordine del governo fascista, dopo il n. 5–6 (maggio–giugno 1938) il quale dovette uscire, secondo i dettami della politica di italianizzazione, con il nome della testata "adattato" in Der Sciliar (il nome italiano della montagna fu "assemblato" all'articolo tedesco). Ripresero su autorizzazione degli Alleati il 1º gennaio 1946, dopo il ritorno alla democrazia in Italia, con il sottotitolo «Monatsschrift für Heimat und Volkskunde» (Rivista periodica per l'Heimat e le tradizioni popolari), modificato in seguito in «Monatszeitschrift für Südtiroler Landeskunde».
Dal 1923, escono a Innsbruck gli Schlern-Schriften, collana monografica di simile taglio.
Direttori della rivista nel dopoguerra furono, per lunghi periodi, lo storico Karl Wolfsgruber e l'etnologo Hans Grießmair.